# Фёзе, Анна Луиза
Анна Луиза Фёзе (нем. Anna Luise Föhse; 22 марта 1677, Дессау — 5 февраля 1745) — дочь дессауского придворного аптекаря Рудольфа Фёзе и его супруги Агнессы.

## Биография
Анна Луиза Фёзе — юношеская любовь и впоследствии морганатическая супруга князя Ангальт-Дессау Леопольда I. Несмотря на сопротивление отца Фёзе и правившей за своего сына Генриетты Катарины Нассау-Оранской Леопольд I женился на Анне Луизе в 22 года в 1698 году. После уплаты 92 тысяч талеров в императорскую казну спустя три года супруга Леопольда I была произведена императором Леопольдом I в имперские княгини, тем самым став выше Леопольда по сословию.
В том же году Леопольд стал правителем своего княжества. У супругов родилось десять детей, а у Леопольда I в 1733—1735 годах родилось ещё двое внебрачных детей. Анна нашла общий язык со своей свекровью и прусским королевским домом. Её возвышение стало предметом пересудов, о её жизни сочиняли драматические произведения.

## Потомки
- Вильгельм Густав (1699—1737)
- Леопольд Максимилиан (1700—1751), прусский генерал-фельдмаршал
- Дитрих (1702—1769), прусский генерал-фельдмаршал
- Фридрих Генрих (1705—1781)
- Генриетта Мария Луиза (1707—1707)
- Луиза (1709—1732)
- Мориц (1712—1760), прусский генерал-фельдмаршал
- Анна Вильгельмина (1715—1780)
- Леопольдина Мария (1716—1782), замужем за Генрихом Фридрихом Бранденбург-Шведтским (1709—1788)
- Генриетта Амалия (1720—1793)